# Квадратура (математика)
Квадратура (лат. quadratura, надання квадратної форми) — математичний термін, спочатку позначав знаходження площі заданої фігури або поверхні. Надалі зміст терміна поступово змінювався. Задачі квадратури послужили одним з головних джерел виникнення в кінці XVII століття математичного аналізу.
В античні часи проведення квадратури розумілося як побудова за допомогою циркуля і лінійки квадрата, рівновеликого даній фігурі (наприклад, квадратура круга, Гіппократові серпки). Як основний метод аналізу тоді було прийнято метод вичерпування Евдокса.
У середньовічній Європі квадратура означала обчислення площі заданої області (наприклад, квадратура арки циклоїди). Для цього найчастіше використовувався метод неподільних.
З появою інтегрального числення обчислення площі звелося до інтегрування, і термін квадратура став розумітися як синонім (визначеного або невизначеного) інтегралу. «Стало звичайним обчислення інтеграла називати квадратурою»
Нині термін вживається рідко, в основному в наступних стійких словосполученнях:
- Квадратурні формули — формули для оцінки значення певного інтеграла.
- Привести до квадратури (виразити в квадратурі, розв'язати в квадратурі) — висловити у вигляді інтеграла від комбінацій стандартних функцій.

## Історичний нарис
Математики Стародавньої Греції, відповідно до піфагорейської доктрини, розуміли визначення площі фігури як побудову за допомогою циркуля та лінійки квадрата, рівновеликого даній фігурі. Звідси і походить термін квадратура.

Античний метод знаходження середнього геометричного

Для квадратури прямокутника зі сторонами a і b треба побудувати квадрат зі стороною {\displaystyle x={\sqrt {ab}}} (середнє геометричне a  і b). Для цього можна використати такий факт: якщо побудувати окружність на сумі цих двох відрізків як на діаметрі, то висота BH, відновлена з точки їх з'єднання до перетину з колом, дасть їх середнє геометричне . Аналогічна геометрична конструкція вирішує завдання квадратури паралелограма і трикутника. У загальному вигляді задача квадратури багатокутника вирішується в «Началах» Евкліда (пропозиція 45 книги I і пропозиція 14 книги II).

Площа сегмента параболи

Набагато складніше виявились задачі квадратури криволінійних фігур. Квадратура кола, як остаточно було доведено у XIX столітті, за допомогою циркуля і лінійки неможлива. Однак для деяких фігур (наприклад, для Гіппократових серпків) квадратуру все ж таки вдалося провести. Вищим досягненням античного аналізу стали проведені Архімедом квадратури поверхні сфери і сегмента параболи:
- Площа поверхні сфери дорівнює чотирьом площам великого кола цієї сфери;
- Площа сегмента параболи, відсікається від неї прямою, складає 4/3 від площі вписаного у цей сегмент трикутника (див. малюнок).

Треба відзначити, що результат Архімеда для поверхні сфери вже виходить за межі піфагорійського визначення, тому що не зводиться до явної побудови квадрата.
Для доказу своїх результатів Архімед використовував започаткований  Евдоксом «метод вичерпування».
У XVII столітті з'явився «метод неподільних», менш суворий, але більш простий і потужний, ніж метод вичерпання. За його допомогою Галілей і Роберваль знайшли площу арки циклоїди, а фламандець Грегуар де Сен-Венсан досліджував площу під гіперболою («Opus Geometricum», 1647), при чому Сараса (фр. Alphonse Antonio de Sarasa), учень і коментатор де Сен-Венсана, вже відзначив зв'язок цієї площі з логарифмами . Джон Валліс провів алгебризацію методу: він будує в «Арифметиці нескінченних» (1656) числові ряди, які ми зараз називаємо інтегральними сумами, і знаходить ці суми. Техніка Валліса отримала подальший розвиток у працях Ісаака Барроу та Джеймса Грегорі; були отримані квадратури для великої кількості алгебраїчних кривих, а також спіралей. Гюйгенс успішно провів квадратуру ряду поверхонь обертання, зокрема, в 1651 у він опублікував працю про квадратуру конічних перетинів під назвою «Міркування про квадратуру гіперболи, еліпса і круга».
Подальший прогрес був пов'язаний з появою інтегрального числення, яке дало універсальний метод для обчислення площі. У зв'язку з цим термін квадратура став поступово виходити з ужитку, а в тих випадках, коли він використовувався, став синонімом терміна інтеграл. Цікаво, що Ісаак Ньютон намагався замість звичного для нас, лейбніцового позначення інтегралу, ввести свій символ — квадрат, який ставився перед інтегрованою функцією або містив її всередині себе .